# Tecuí
El tecuí (del nahua, tekuini 'latir [el corazón]', 'palpitar') es una bebida alcohólica que se prepara con frutas frescas y frutos secos, típica del Valle de Toluca, México, particularmente de Calimaya, de donde es originaria. Se sirve caliente y es similar al ponche, además de que también es típico prepararlo durante las navidades. También en Día de Muertos. Tradicionalmente se prepara en olla de barro mexicana, e incluye azúcar, almendra, cacahuate, guayaba, naranja, pasas, (fruta)|tejocote... aunque las recetas varían. Opcionalmente, se le agrega alcohol puro para adulterarla.

## Origen
Se dice del tecuí que es de origen prehispánico, sin embargo, no existe ninguna referencia escrita de aquella época que describa, o tan siquiera que mencione la bebida. En todo caso, si los mesoamericanos anteriores al contacto tenían una bebida llamada «tecuí», esta debía de ser muy diferente a la actual, puesto que la mayoría de ingredientes (la caña de azúcar, la naranja, la canela, la manzana, las pasas y la almendra) llegaron a México desde el Viejo Mundo.

## Preparación
Lo primero es quemar el azúcar, bien en una olla o directamente flameándolo. De esta manera se carameliza. A fuego lento, se le agrega el jugo de la fruta, que generalmente es jugo de naranja o de guayaba, o ambas. Cuando eche a hervir, se agregan los trozos de frutas y los frutos martajados. Cuando esté todo cocido, se apaga, se agrega el alcohol y se sirve caliente.